# Paul Feuga
Pour les articles homonymes, voir Feuga.
Paul Feuga ou Théophile Paul Bertrand Feuga est un homme politique français né le 3 avril 1863 à Toulouse et mort le 5 janvier 1939 à Toulouse. Il est sénateur de la Haute-Garonne de 1924 à 1933.
Il esté conseiller municipal, puis maire de Toulouse de 1919 à 1925 ainsi que conseiller général de la Haute-Garonne jusqu'en 1925.

## Biographie
D'abord conseiller municipal, puis adjoint délégué aux Beaux-Arts sous la municipalité radicale de 1914, il devient ensuite maire de Toulouse lors des municipales de 1919, menant une liste de Bloc national rassemblant les formations de droite et du centre. Hostile à l'alliance avec les socialistes, il dirige en mars 1924 la création d'une nouvelle fédération radicale et radicale-socialiste. Toutefois, Paul Feuga est battu par le socialiste Étienne Billières lors des municipales de 1925.
Lors des sénatoriales de 1924 il se présente contre les candidats de son propre parti radical-socialiste et rejoint à la suite de son élection le groupe Union démocratique et radicale.

## Détail des mandats et fonctions
- Maire de Toulouse de 1919 à 1925.
- Sénateur de la Haute-Garonne de 1924 à 1933.
- Conseiller général de la Haute-Garonne.
- Président de l'Union latine.

## Représentations
Dans la salle du conseil municipal du Capitole de Toulouse, on peut voir un tableau du peintre André Roucolle représentant L’entrée de Louis XI à Toulouse où, devant le roi à gauche figure Camille Ournac en capitoul, à son côté avec un capuchon : Paul Feuga.

## Honneur
- Officier de la Légion d'honneur

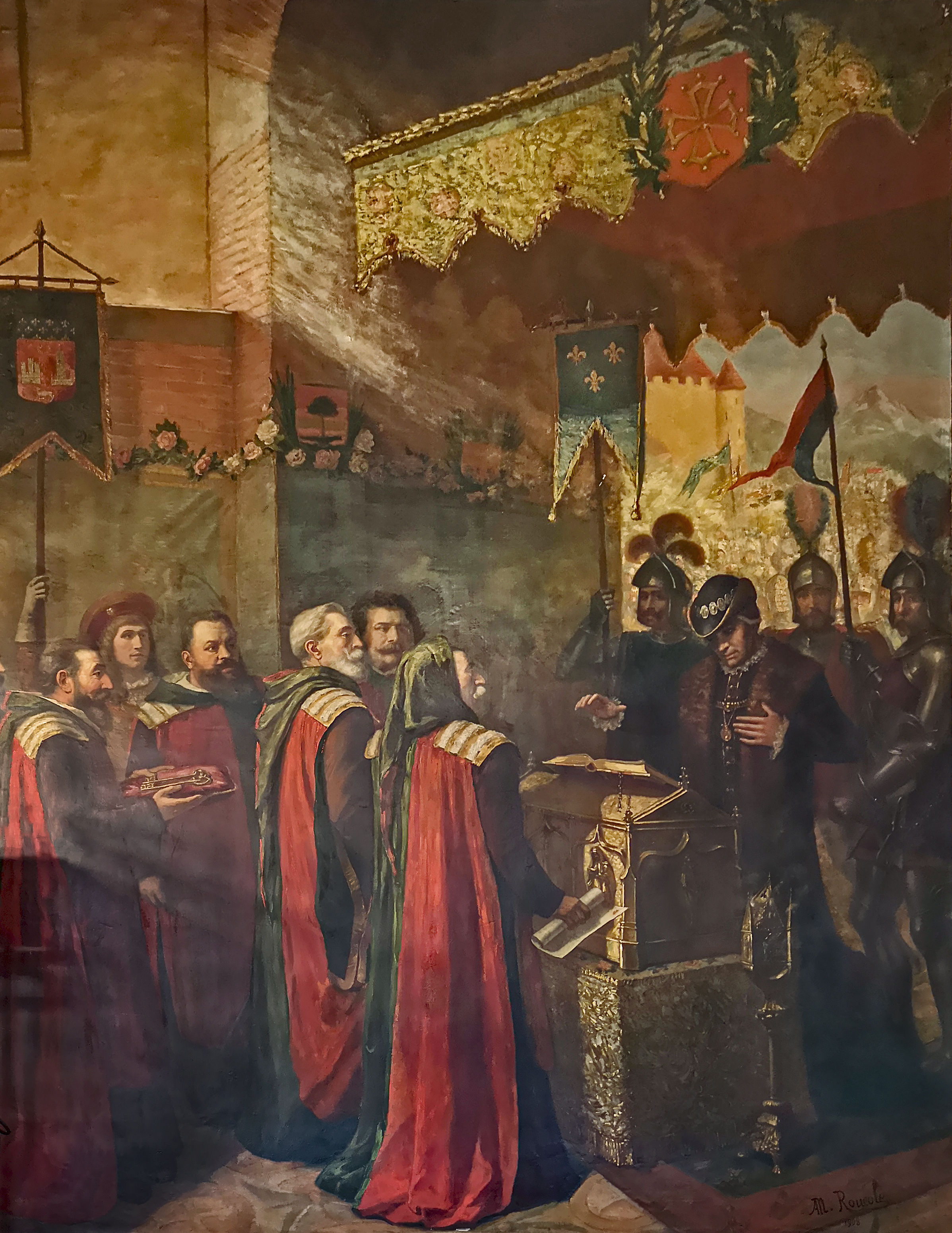
L'entrée de Louis XI à Toulouse
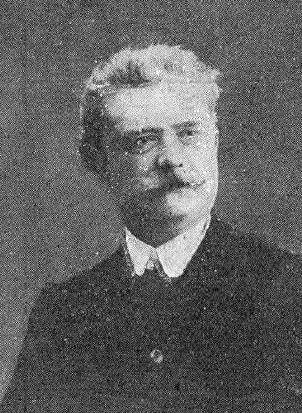
Paul Feuga en 1922.
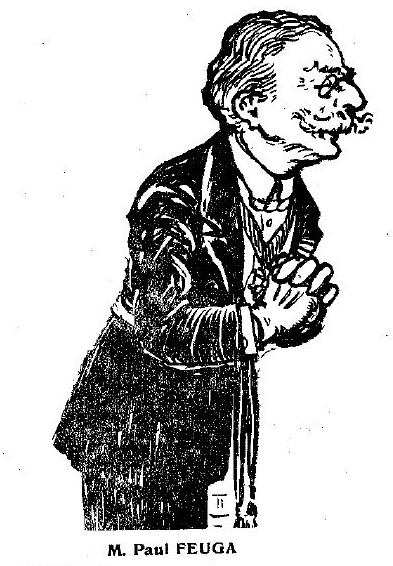
Paul Feuga en 1928.